# Mandorla

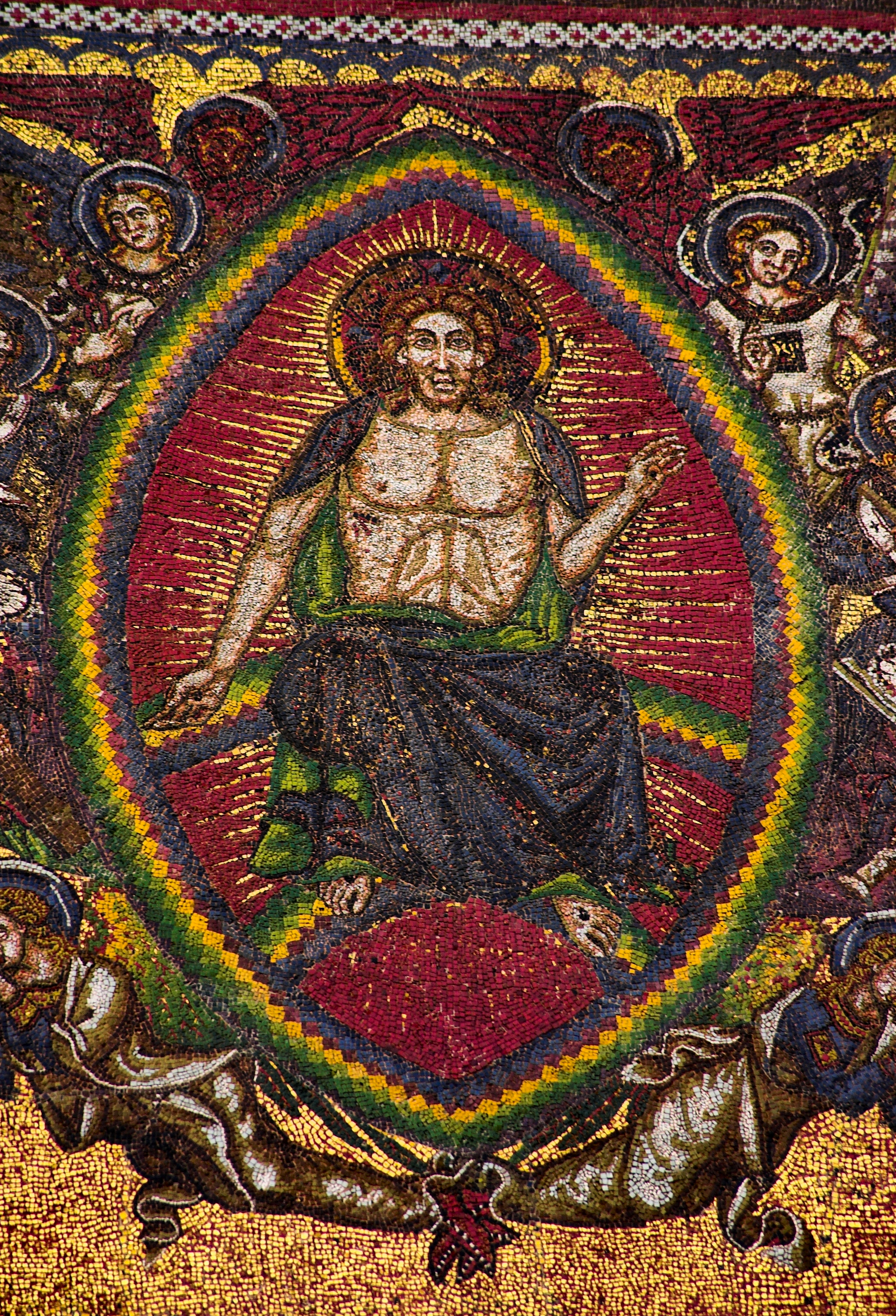
Kristus v mandorle na mozaice Posledního soudu, Zlatá brána svatovítské katedrály, Praha

Mandorla (italsky mandle) je ve výtvarném umění aureola či svatozář, která obepíná celou postavu. Nejčastěji je tvořena dvěma kruhovými oblouky, jako průsečík dvou kruhů s hroty nahoře i dole, může být ale také oválná nebo elipsovitá.

## Historie
V Evropě se mandorla objevuje od 6. století na mozaikách, nejvíc se rozšířila v románském malířství a sochařství vrcholného středověku. Zprvu se v mandorle zobrazoval pouze Kristus, později také Panna Maria a jiní světci. V českých zemích se vyskytuje v iluminovaných rukopisech a na freskách od 13. století, nejznámější je mandorla uprostřed mozaiky Posledního soudu na Zlaté bráně katedrály sv. Víta, Václava a Vojtěcha v Praze. Motiv je však znám už ze starověku, z plastik a mincí a pochází snad z Persie. V poněkud jiném, širším tvaru ji užívalo malířství indické, tibetské a čínské při zpodobování Buddhy a bódhisatvů, ovšem až z pozdější doby.

## Galerie

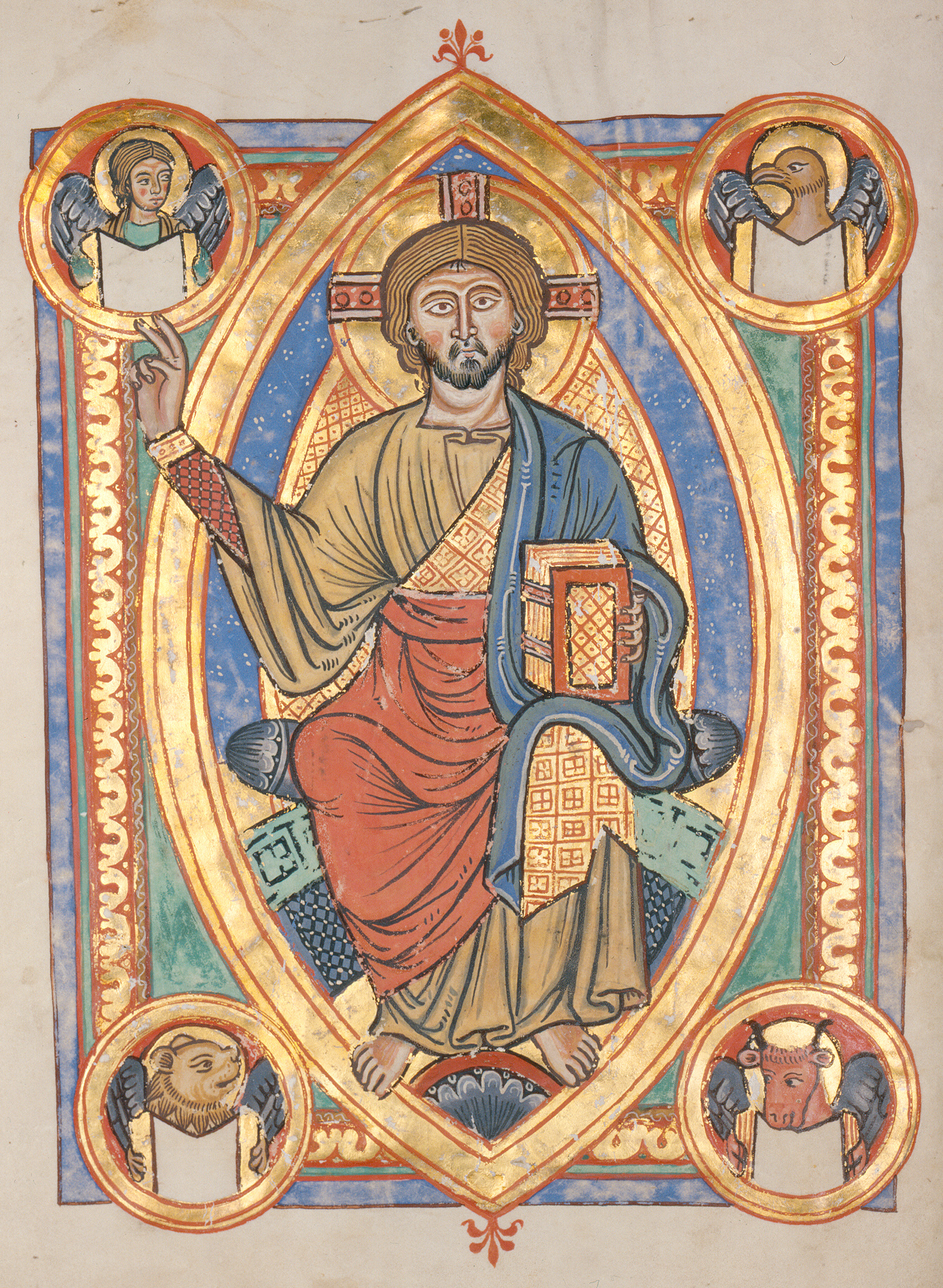
Kristus v mandorle. Evangeliář ze Špýru, kolem 1220
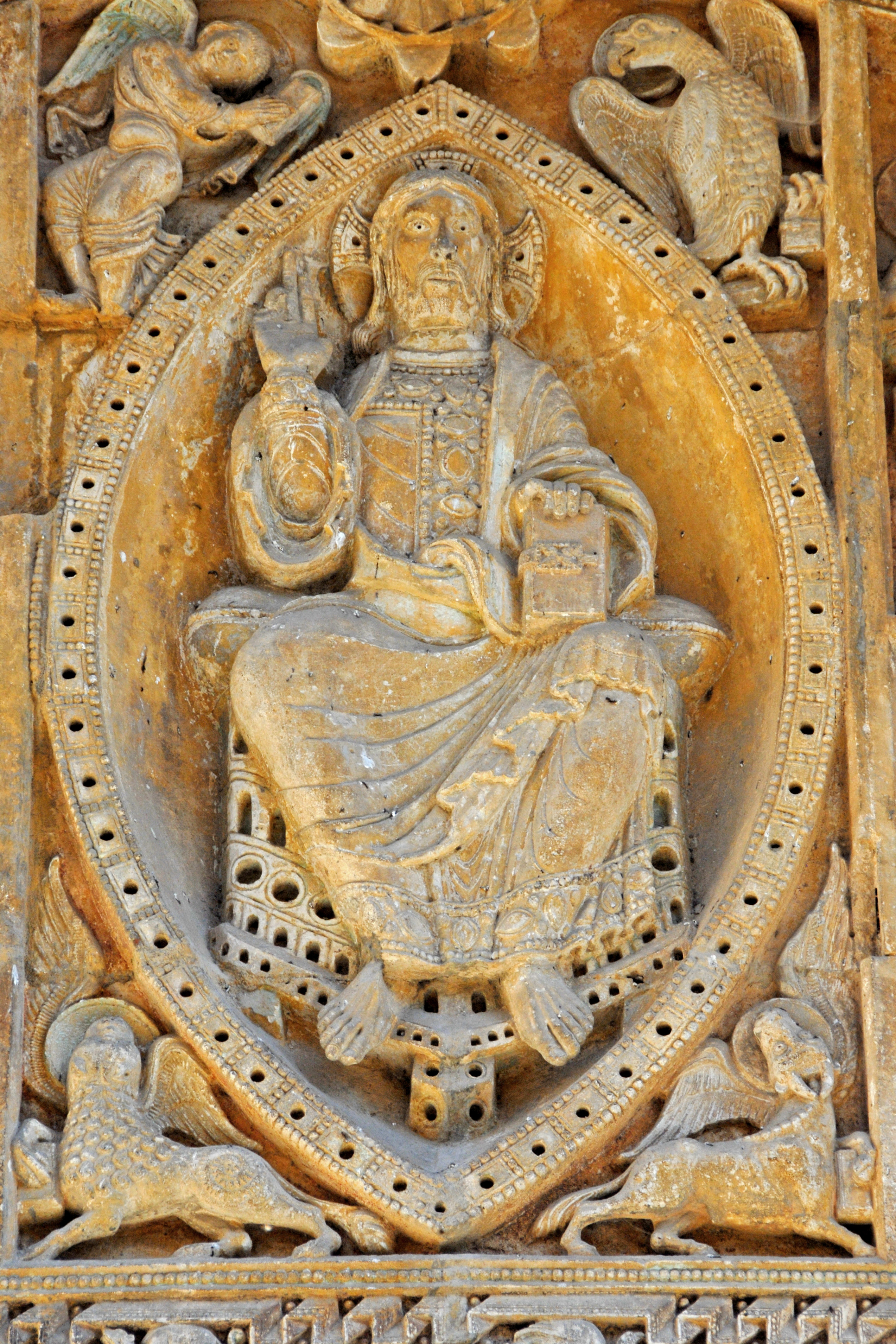
Tympanon kostela sv. Petra v Carennacu, jižní Francie
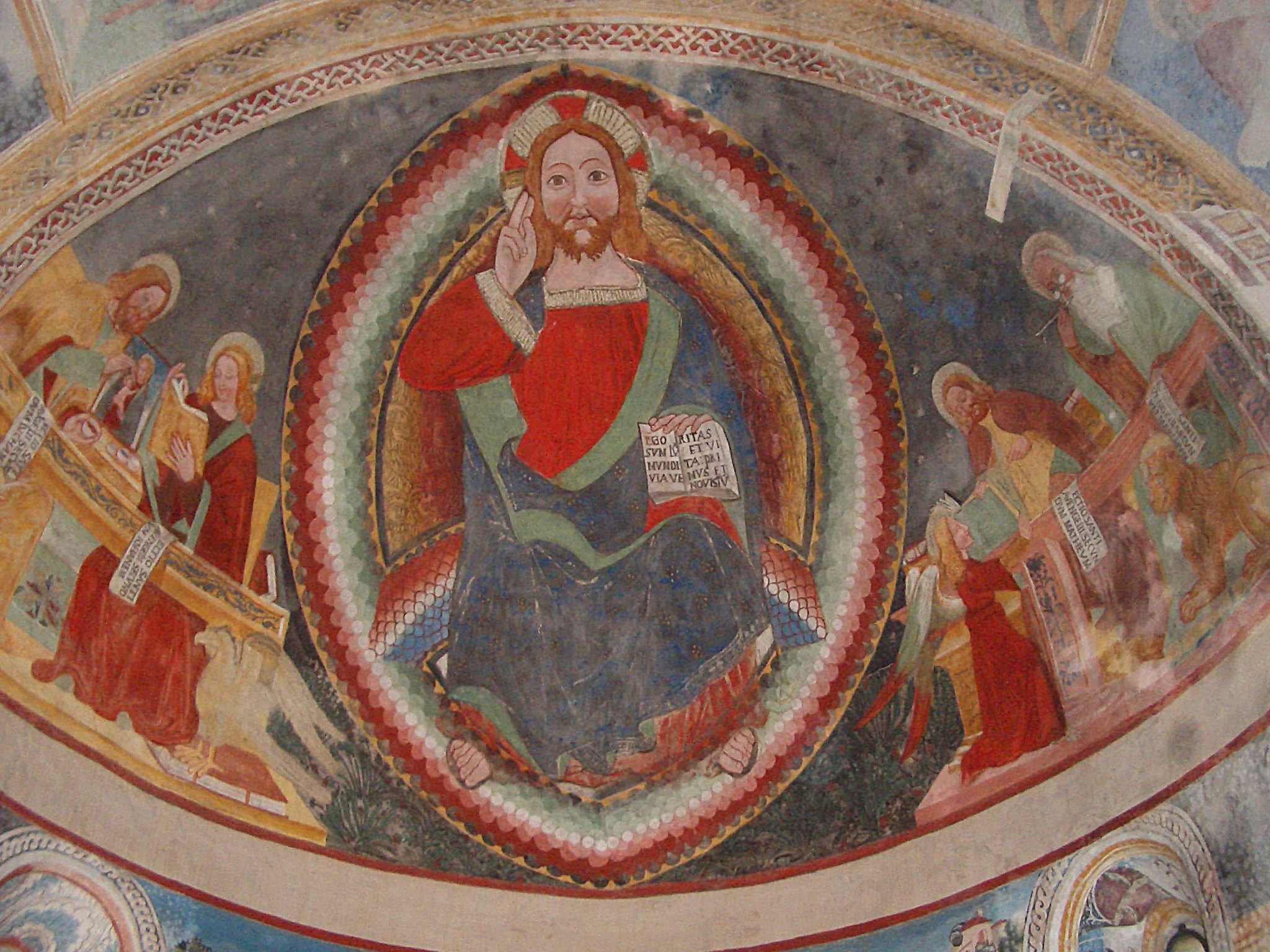
Freska v kostele sv. Petra a Pavla ve švýcarské obci Biasca
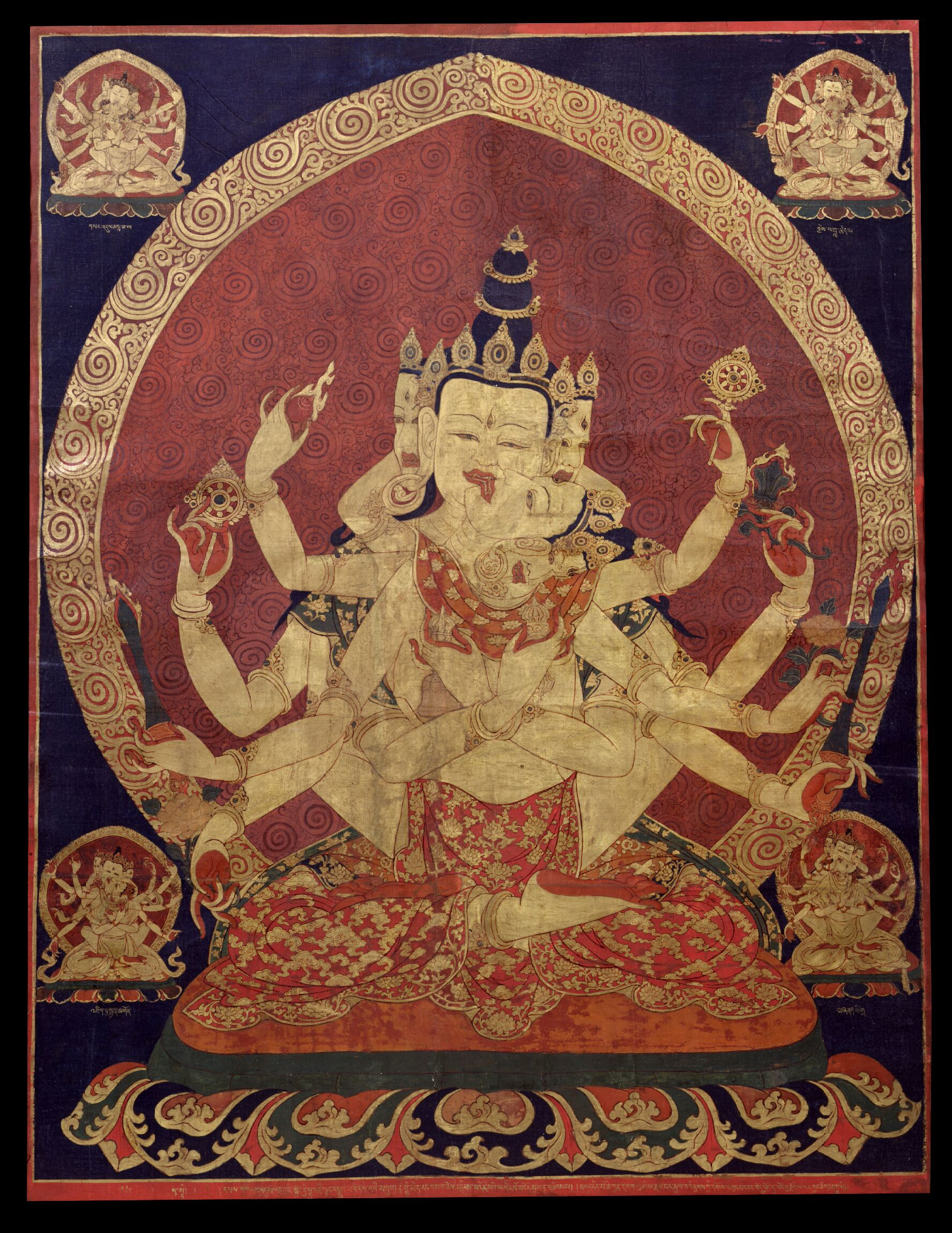
Malba na hedvábí. Tibet, 17. století